# Sandy Allan
Sandy Allan (Nassau, 22 gennaio 1974) è un ex hockeista su ghiaccio canadese.

## Biografia
Nato nelle Bahamas, ma cresciuto a Toronto, si mise in mostra a livello giovanile coi North Bay Centennials, venendo scelto dai Los Angeles Kings durante il draft 1992.
Non giocò mai in NHL, ma disputò alcuni incontri in American Hockey League con Springfield Falcons e Saint John Flames. Per la maggior parte della sua breve carriera giocò in ECHL, con le maglie di Richmond Renegades, Louisville RiverFrogs e - soprattutto - Pee Dee Pride, di cui divenne una bandiera.
La sua carriera fu stroncata da un grave incidente nel 2002: probabilmente ubriaco, cadde dalla terrazza del secondo piano di un albergo a Fort Myers, dove si trovava in vista di un incontro dei Pride coi Florida Everblades, ferendosi gravemente al capo.

## Palmarès

### Individuale
- F. W. "Dinty" Moore Trophy: 1

1991-1992